# Jugendhof Vlotho

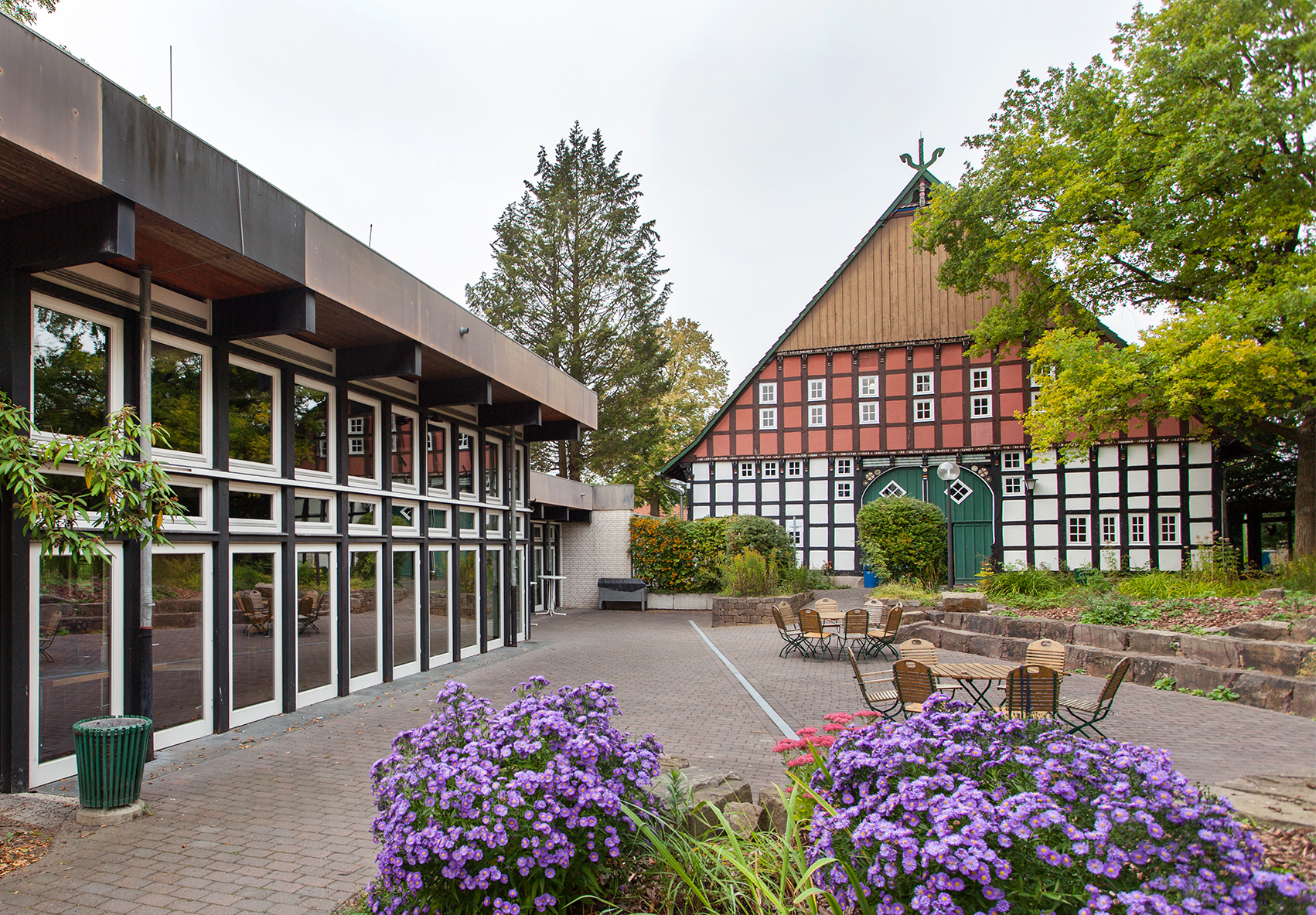
Der Sattelmeierhof und die Mehrzweckhalle von 1977

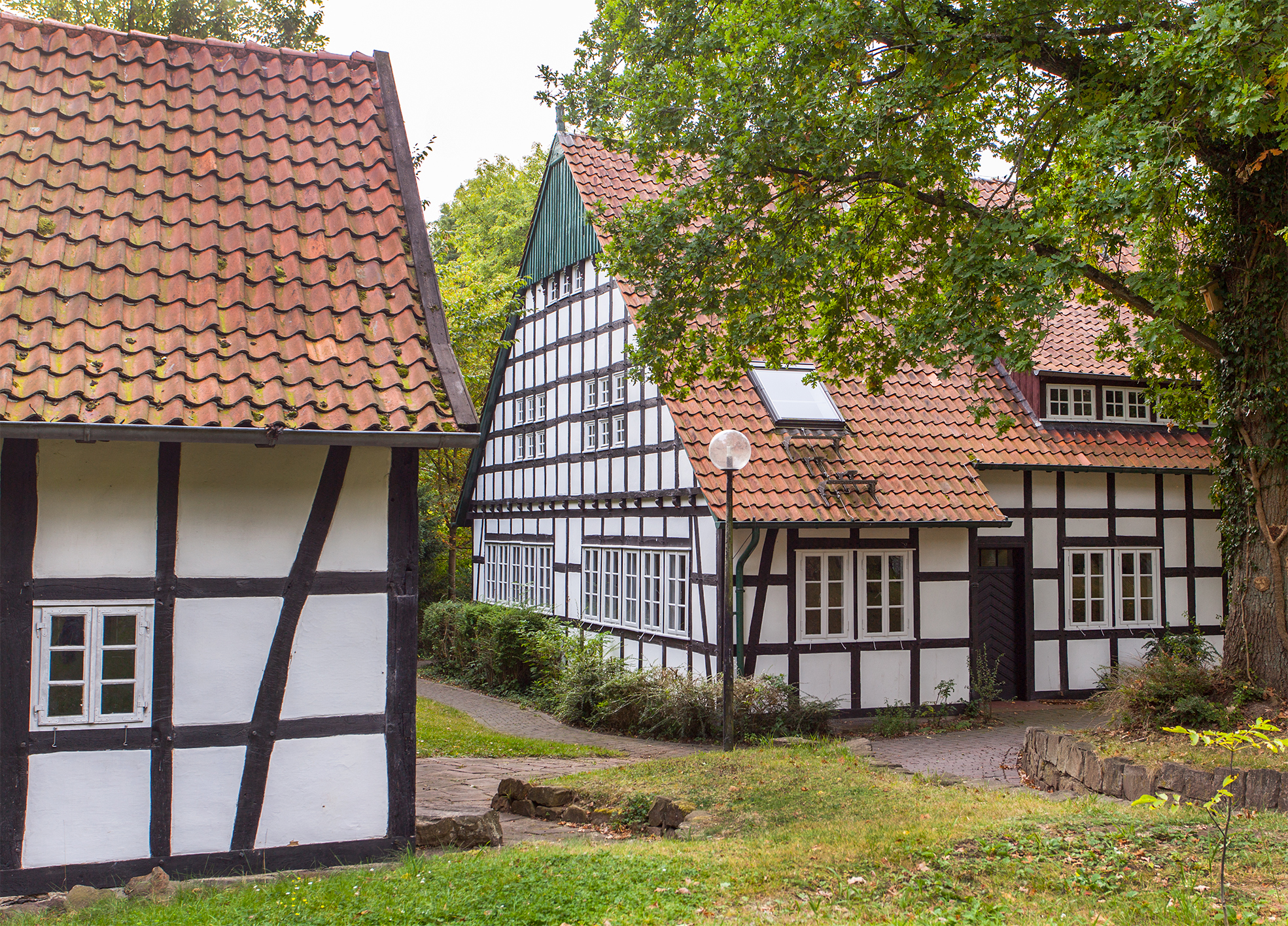
Zwei der drei Fachwerkhäuser auf dem Gelände

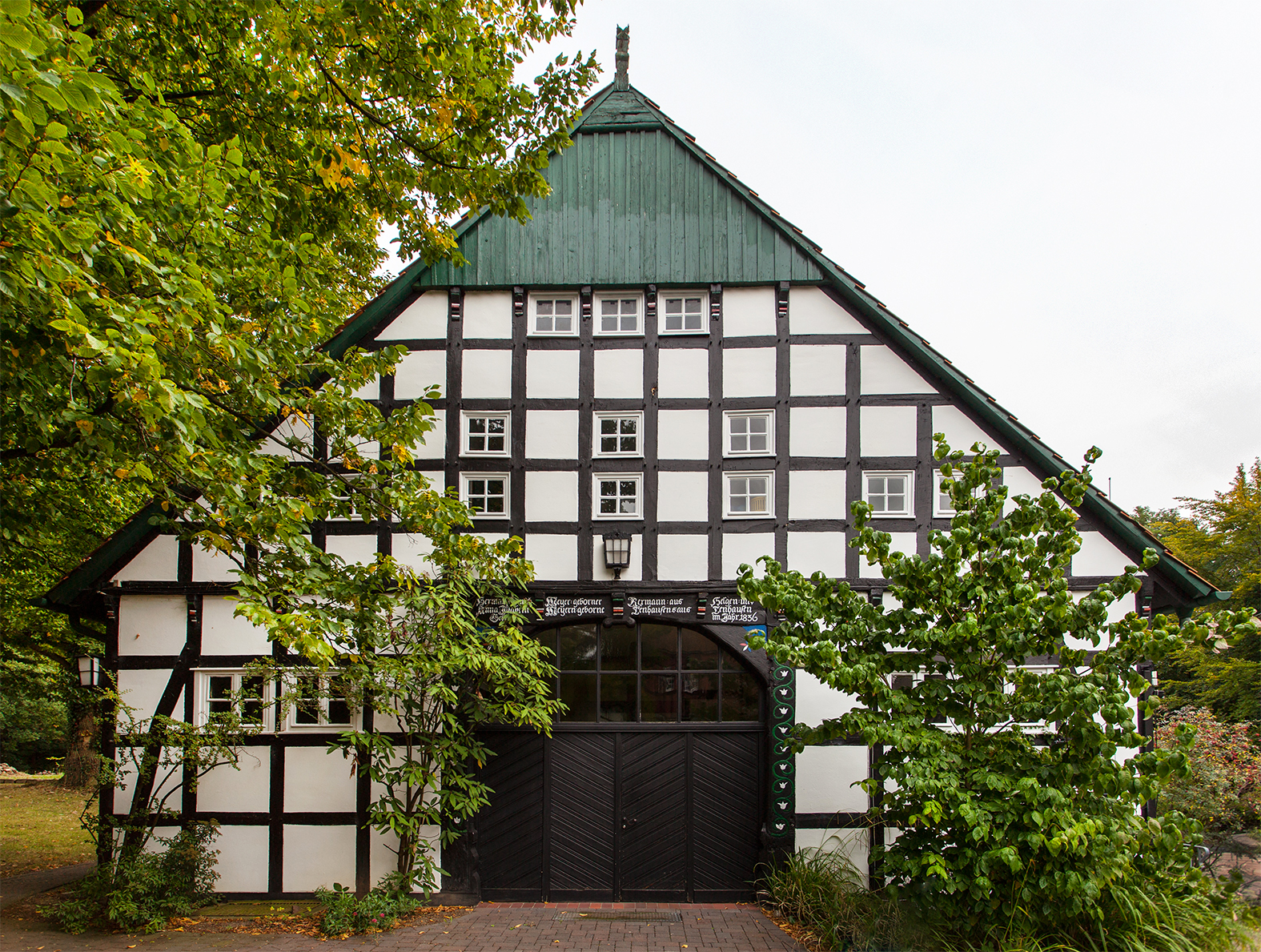
Das Werkhaus

Das LWL-Bildungszentrum Jugendhof Vlotho liegt auf dem Amtshausberg in der ostwestfälischen Stadt Vlotho in Nordrhein-Westfalen.
Der Jugendhof versteht sich als Unterstützer der Arbeit der öffentlichen und freien Träger der Jugendhilfe.

## Geschichte
In den Jahren 1938 bis 1945 bestand auf dem heutigen Gelände des Jugendhofs die HJ-Bannführerschule „Herzog Widukind“. Das Hauptgebäude, ein ehemaliger Sattelmeierhof aus dem Jahr 1819, stand ursprünglich bis 1935 auf dem Areal der Wentworth-Kaserne auf dem Stiftberg in Herford und musste dort dem Kasino weichen. Aufgrund des Alters und des guten Erhaltungszustandes wurde es für schützenswert erachtet, sorgfältig abgetragen und 1937 auf dem Gelände in Vlotho wieder aufgebaut. Vor Kriegsende wurde die Schule geschlossen, die Ausbildungsgruppe an die Ostfront verlegt und die Unterlagen vernichtet.
Der Jugendhof wurde 1946 gegründet. Er war die zentrale Bildungsstätte für Jugendleiter in der britischen Besatzungszone, zunächst in der Trägerschaft der obersten Landesjugendbehörden der britischen Besatzungszone. Erster Leiter war der damalige Leiter des Jugendamtes des Kreises Herford Klaus von Bismarck. Der Jugendhof sollte vor allem der Demokratisierung der Jugend dienen und wurde so zunächst eine politische Jugendbildungsstätte. Zu den ersten Angeboten gehörten auch das gemeinsame Singen, Musizieren, Tanzen und Werken. Unter anderem entstand hier eines der ersten Liederbücher der Nachkriegszeit für die Jugendarbeit. 1954 wurde der Jugendhof vom Landschaftsverband Westfalen-Lippe übernommen. Er entwickelte sich schließlich zu einer Erwachsenenbildungsstätte.
Das älteste Gebäude des Bildungszentrums ist das westfälische Bauernhaus, das 1935 in Herford abgebaut und 1936/1937 auf dem Amtshausberg wieder errichtet wurde. 1960 wurde ein neues Hauptgebäude mit Verwaltungsräumen, Großküche, Speisesaal und Rezeption gebaut. Das Gästehaus mit 36 Gästezimmern sowie einem großzügigen Veranstaltungsraum stammt ebenfalls aus dieser Zeit. 2011 wurde die Mehrzweckhalle um einen großzügigen Anbau erweitert. 2021 bis 2023 wurden umfangreiche Modernisierungs- und Sanierungsarbeiten durchgeführt.
Zu den Referenten des Jugendhofs zählte unter anderem der Musiker Helmut Bieler-Wendt. Der Musikkabarettist Sebastian Krämer hat Anfang der 90er Jahre als Teilnehmer des Treffens junger Autoren (heute „FreiSchreibZeit“) und der Ferienmusikwerkstatt einen Grundstein seiner Karriere gelegt. Auch seine erste CD (Wird nicht mehr passieren) wurde im Jugendhof Vlotho produziert.

## Gegenwart
Die Bildungsstätte bietet Fortbildungen für Fachkräfte der Kinder- und Jugendhilfe an. Die Teilnehmenden können dort auch übernachten. Unter anderem bietet der Jugendhof Zusatzqualifizierungen in den Bereichen Traumapädagogik, Erlebnispädagogik, Kinderschutz und Inklusion in der Kindertagespflege an.